# U218 Singles
U218 Singles é o terceiro greatest hits ao estilo de coletânea musical da banda de rock irlandesa U2, lançado em novembro de 2006. Ele contém 18 faixas: 16 de seus mais bem sucedidos e populares singles, "The Saints Are Coming" (versão cover em colaboração com a banda Green Day da canção original de The Skids) e "Window in the Skies" (nova canção do álbum). U218 Videos, um DVD com vídeos musicais de toda a carreira de U2, foi lançada simultaneamente.
O álbum estreou na Billboard 200 em 9 de dezembro de 2006, na posição de número #12, com vendas de 134 mil cópias. Ele passou 45 semanas na parada. A partir de de 24 de janeiro de 2008, vendeu mais 847 mil cópias nos Estados Unidos. Apesar de não ter sido liberada até novembro de 2006, foi o sétimo álbum mais vendido naquele ano. realizado em 17 de novembro de 2006 na Irlanda, 18 de novembro na Austrália, 20 de novembro no Reino Unido e 21 de novembro nos Estados Unidos. "I Will Follow" aparece como uma faixa bônus nas versões em CD desse mesmo álbum, nas edições do Reino Unido e Austrália. U218 Videos, um DVD contendo os vídeos musicais, foi realizado no mesmo dia desse álbum.

## Variações
A edição limitada inclui um DVD ao vivo de dez canções gravadas durante a turnê Vertigo Tour em Milão, na Itália. "I Will Follow" como faixa bônus nas edições do CD no Reino Unido e Austrália. A versão deluxe no Reino Unido, Irlanda e Canadá no iTunes Store também contém nove músicas ao vivo a partir da edição limitada do disco bônus como faixas de áudio, bem como um digital booklet e uma faixa bônus, "Smile", para aqueles que pré-encomendaram o álbum. O versão deluxe do iTunes dos versão dos Estados Unidos não vem com encarte digital, mas sim com "Smile" como faixa bônus, mesmo não fosse pré-ordenada.

## Arte da capa
A direção de arte e design para U218 Singles foi feita por Shaughn McGrath. Muitos diferentes fotografias foram usadas na capa do álbum, com fotografias da frente e contra-capa do álbum tiradas por David Corio e Anton Corbijn, respectivamente, com fotos de livretos de Corbijn, Paul Slattery, Andrew McPherson, Colm Henry, Matt Mahurin, Pennie Smith, e Sheila Rock.

## Lista de faixas
| Críticas profissionais | Críticas profissionais |
| Avaliações da crítica  | Avaliações da crítica  |
| Fonte                  | Avaliação              |
| ---------------------- | ---------------------- |
| Allmusic               | [ 7 ]                  |
| Entertainment Weekly   | (B-)                   |
| Pitchfork Media        | (7.0/10)               |
| Rolling Stone          | [ 10 ]                 |

As canções dos álbuns October, Zooropa, Pop ou do projeto de 1995, Passengers, do álbum Original Soundtracks 1, não estão incluídos.
1. "Beautiful Day" (do álbum All That You Can't Leave Behind) – 4:05
2. "I Still Haven't Found What I'm Looking For" (do álbum The Joshua Tree) – 4:37
3. "Pride (In the Name of Love)" (do álbum The Unforgettable Fire) – 3:48
4. "With or Without You" (do álbum The Joshua Tree) – 4:56
5. "Vertigo" (do álbum How to Dismantle an Atomic Bomb) – 3:10
6. "New Year's Day" (do álbum War) – 4:17
7. "Mysterious Ways" (do álbum Achtung Baby) – 4:02
8. "Stuck in a Moment You Can't Get Out Of" (do álbum All That You Can't Leave Behind) – 4:31
9. "Where the Streets Have No Name" (do álbum The Joshua Tree) – 4:46
10. "Sweetest Thing" (do álbum The Best of 1980-1990) – 3:00
11. "Sunday Bloody Sunday" (do álbum War)  – 4:40
12. "One" (do álbum Achtung Baby)  – 4:35
13. "Desire" (do álbum Rattle and Hum) – 2:58
14. "Walk On" (do álbum All That You Can't Leave Behind) – 4:25
15. "Elevation" (do álbum All That You Can't Leave Behind)  – 3:46
16. "Sometimes You Can't Make It on Your Own" (do álbum How to Dismantle an Atomic Bomb) – 5:05
17. "The Saints Are Coming" (com Green Day) (nova canção) – 3:21
18. "Window in the Skies" (nova canção) – 4:07

- Lançado apenas no Austrália, Japão e Reino Unido

1. "I Will Follow" (do álbum Boy) – 3:38

## Gráficos e certificações
| País/Parada (2006)                  | Melhor posição |
| ----------------------------------- | -------------- |
| Alemanha (Media Control Charts)     | 5              |
| Austrália (ARIA Charts)             | 1              |
| Áustria (Ö3 Austria Top 40)         | 2              |
| Bélgica (Ultratop 40 Flanders)      | 2              |
| Bélgica (Ultratop 50 Valônia)       | 6              |
| Canadá (Canadian Albums Chart)      | 3              |
| Espanha (PROMUSICAE)                | 2              |
| Estados Unidos (Billboard 200)      | 12             |
| Estados Unidos (Rock Albums)        | 3              |
| Estados Unidos (Tastemaker Albums)  | 10             |
| Hungria (MAHASZ)                    | 7              |
| Irlanda (Irish Albums Chart)        | 2              |
| Itália (FIMI)                       | 4              |
| Japão (Oricon)                      | 9              |
| México (AMPROFON)                   | 45             |
| Nova Zelândia (RIANZ)               | 1              |
| Países Baixos (MegaCharts)          | 3              |
| Polónia (Polish Music Charts)       | 4              |
| Portugal (AFP)                      | 2              |
| Reino Unido (UK Albums Chart)       | 4              |
| Suécia (Sverigetopplistan)          | 4              |
| Suíça (Schweizer Hitparade)         | 1              |
| País/Parada (2007)                  | Melhor posição |
| Dinamarca (Hitlisten)               | 3              |
| Estados Unidos (Digital Albums)     | 12             |
| Finlândia (Suomen virallinen lista) | 10             |
| Hungria (MAHASZ)                    | 4              |
| Irlanda (Irish Albums Chart)        | 1              |
| Noruega (VG-lista)                  | 5              |
| País/Parada (2009)                  | Melhor posição |
| Estados Unidos (Top Catalog Albums) | 10             |

| Argentina (CAPIF) | Platina    | 40 000x    |
| Austrália (ARIA) | 4× Platina | 280 000^   |
| Bélgica (BEA) | Platina    | 30 000*    |
| Brasil (ABPD) | Platina    | 60 000*    |
| Canadá (Music Canada) | Platina    | 10 000^    |
| Dinamarca (IFPI Dinamarca) | Platina    | 40 000^    |
| Espanha (PROMUSICAE) | Platina    | 80 000^    |
| Grécia (IFPI Grécia) | Platina    | 15 000^    |
| Hungria (MAHASZ) | Platina    | 6 000x     |
| Irlanda (IRMA) | 6× Platina | 90 000x    |
| Itália (FIMI) | 3× Platina | 240 000*   |
| Japão (RIAJ) | Ouro       | 100 000^   |
| México (AMPROFON) | Ouro       | 50 000^    |
| Nova Zelândia (RIANZ) | Platina    | 60 000^    |
| Polônia (ZPAV) | 2× Platina | 40 000*    |
| Portugal (AFP) | Platina    | 20 000x    |
| Reino Unido (BPI) | 3× Platina | 900 000^   |
| Rússia (NFPF) | Platina    | 20 000*    |
| Suíça (IFPI Schweiz) | Platina    | 30 000x    |
| União Europeia (IFPI) | 2× Platina | 2 000 000* |
| * Números de vendas com base em certificação individual ^ Valores enviados com base em certificação individual x Números não especificados com base em certificação individual |            |            |

## Vertigo 05: Live from Milan
Vertigo 05: Live from Milan é um DVD bônus incluído na edição deluxe de U218 Singles. O DVD apresenta um destaque de 10 músicas da banda de 25 canções tocadas durante o set do show, no estádio San Siro em Milão, na Itália, durante a Vertigo Tour em 2005. Na edição deluxe do álbum no iTunes Store, as músicas são caracterizadas como áudio de faixas bônus, com exceção de "Original of the Species", que mais tarde foi lançada como um single exclusivo do iTunes.

### Faixas
1. "Vertigo"
2. "I Will Follow
3. "Elevation"
4. "I Still Haven't Found What I'm Looking For"
5. "All I Want Is You"
6. "City of Blinding Lights"
7. "Sometimes You Can't Make It on Your Own"
8. "Miss Sarajevo"
9. "Original of the Species"
10. "With or Without You"

### Áudio
- PCM Stereo
- Dolby Digital 5.1
- DTS 5.1